# Camponotus fuscipennis
Camponotus fuscipennis är en myrart som beskrevs av Carpenter 1930. Camponotus fuscipennis ingår i släktet hästmyror, och familjen myror. Inga underarter finns listade.